# Gundamund

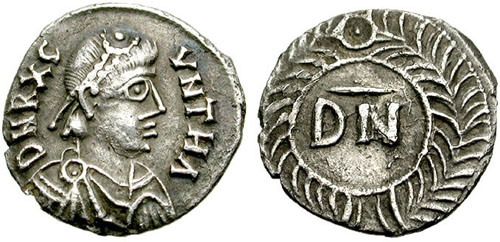
Denari de Gundamund, Ceca de Cartago

Gundamund (en llatí Gundamund, en grec antic Γουνδαμοῦνδος) fill de Genzó, i net de Genseric, va serrei dels vàndals d'Àfrica.
Va succeir al seu oncle Huneric l'any 484 i va regnar fins al 496. Durant el seu regnat els catòlics africans van patir persecucions, segons diu l'historiador Procopi. En 491 Teodoric va aconseguir el control de tota Sicília després de rebutjar una invasió del regne Vàndal i apoderar-se del seu lloc avançat Lilybaeum que quedava a l'extrem occidental de l'illa. El va succeir el seu germà Trasamund.